# Mercado Mayorista (Trolebús de Quito)
Mercado Mayorista es la séptima parada del Corredor Trolebús, en el sur de la ciudad de Quito. Se ubica en la avenida teniente Hugo Ortiz, intersección con Juan Nuñez, en la parroquia La Argelia. Fue construida durante la administración del alcalde Roque Sevilla e inaugurada durante la administración de Paco Moncayo (2000), como parte de la primera ampliación del sistema hacia el extremo más meridional de la urbe. Es una de las parada más importantes por su concurrencia, y fue el primer andén que no era estación en formar parte del circuito 24 horas.
Toma su nombre del barrio homónimo en el que se encuentra la estructura, sirviendo al sector circundante. Su iconografía son quintales de arroz y una canasta de papas, haciendo alusión justamente al Mercado Mayorista